# Rita Keitmann
Rita Keitmann (* 1956 in Dortmund) ist eine ehemalige deutsche Triathletin, erste deutsche Siegerin auf einer Langdistanz (1987) und erste deutsche Ironman-Siegerin (1988).

## Werdegang
Keitmann begann 1983 mit dem Triathlon. 1987 gewann sie in Frankreich als erste Deutsche den Langdistanzwettbewerb Embrunman. Siehe auch: Geschichte des Triathlons in Deutschland
1988 konnte sie beim Ironman Europe als erste deutsche Frau einen Ironman im fränkischen Roth gewinnen.
2005 nahm sie an dem Radmarathon RAAM in den USA teil. 2008 wurde sie Europameisterin Cross-Triathlon in der Altersklasse der Frauen 50–54. Im Schwimmen wurde sie 2011 Deutsche Meisterin der Masters über 400 Meter Freistil – in 5:45,36 min mit einer neuen Altersklassenrekordzeit in der AK55. Auch über die 800 Meter Freistil wurde sie Deutsche Meisterin der Masters (11:56,68 min). Rita Keitmann startet für die beiden Vereine SG Dortmund und Tri-Geckos Dortmund. Keitmann betrieb als Inhaberin mit ihrem Bruder Gerd Keitmann ein Triathlonfachgeschäft bis 2017 in Dortmund.

## Sportliche Erfolge (Auswahl)
| Datum/Jahr    | Platz | Wettbewerb                                      | Austragungsort | Zeit     | Bemerkung                                                                                 |
| ------------- | ----- | ----------------------------------------------- | -------------- | -------- | ----------------------------------------------------------------------------------------- |
| 30. Juli 2009 | 30    | Triathlon EDF Alpe d’Huez                       | L’Alpe d’Huez  | 02:51:31 | auf der Kurzdistanz (1,2 km Schwimmen, 30 km Radfahren und 7 km Laufen)                   |
| 21. Okt. 2006 | 148   | Ironman Hawaii                                  | Hawaii         | 11:17:28 | Platz 3 AK 50–54                                                                          |
| 16. Juni 2006 | 32    | Ironman Austria                                 | Klagenfurt     | 10:43:17 |                                                                                           |
| 2006          | 3     | Nibelungen-Triathlon                            | Xanten         | 02:13:49 | Olympische Distanz                                                                        |
| 4. Juni 2004  | 21    | ITU Long Distance Triathlon World Championships | Säter          | 07:30:23 | Weltmeisterin in der AK 45                                                                |
| 5. März 2002  | 35    | Ironman New Zealand                             | Taupō          | 11:31:07 | [ 5 ]                                                                                     |
| 26. Okt. 1996 | 68    | Ironman Hawaii                                  | Hawaii         | 11:19:34 |                                                                                           |
| 1994          | 2     | Austria-Triathlon                               | Podersdorf     | 10:35:36 |                                                                                           |
| 30. Juli 1988 | 1     | Ironman Europe                                  | Roth           | 10:07:35 | Siegerin bei der Erstaustragung des Langdistanz-Triathlons in Roth                        |
| 15. Aug. 1987 | 1     | Embrunman                                       | Embrun         | 14:15:09 |                                                                                           |
| 1985          | 1     | Edersee-Triathlon                               | Waldeck        |          | Siegerin auf der olympischen Distanz (1,5 km Schwimmen, 42 km Radfahren und 10 km Laufen) |

| Datum/Jahr    | Platz | Wettbewerb                                      | Austragungsort | Zeit     | Bemerkung                                                                             |
| ------------- | ----- | ----------------------------------------------- | -------------- | -------- | ------------------------------------------------------------------------------------- |
| 13. Sep. 2008 | 1     | ETU European Cross-Triathlon Championship 50-54 | Ameland        | 03:42:35 | Europameisterin Cross-Triathlon in der Altersklasse F50-54 (18. Gesamtwertung Frauen) |

| Datum/Jahr    | Platz | Wettbewerb      | Austragungsort | Zeit     | Bemerkung |
| ------------- | ----- | --------------- | -------------- | -------- | --------- |
| 26. Sep. 1993 | 7414  | Berlin-Marathon | Berlin         | 03:43:18 | [ 7 ]     |